# Жовтогорлик рудобокий
Жовтогорлик рудобокий (Geothlypis speciosa) — вид горобцеподібних птахів родини піснярових (Parulidae). Ендемік Мексики.

## Поширення
Досить рідкісний птах. Відомий лише з п'яти водно-болотних угідь у штатах Гуанахуато, Мічоакан і Мехіко у центральній частині Мексики. За оцінками, популяція виду становить лише від 2500 до 10 000 птахів.

## Підвиди
Визнано два підвиди:
- G. s. speciosa P. L. Sclater, 1859 — штат Мехіко;
- G. s. limnatis Dickerman, 1970 — південний Гуанахуато і північний Мічоакан.

## Опис
Дрібний птах завдовжки 13 см і вагою від 10 до 11,6 г. Дорослі самці мають характерну чорну лицьову маску, яка поширюється на боки шиї і з'єднується з чорною плямою на лобі. Пір'я на тімені чорнувате з буруватими кінчиками, потилиця і шия червонувато-бурі, спина буро-оливкова. Пір'я крил і хвоста брудно-коричневе з оливковими краями. Черевна частина темно-жовта, з відтінками помаранчевого на грудях і охристими на боках. Дзьоб чорний, а ноги тілесно-сірі.
Дорослі самиці мають тьмяніше оперення, ніж самці, і позбавлені чорної маски на обличчі. Голова темно-оливково-сіра з оливковими боками та кільцем для очей і світло-коричневою смужкою на бровах. Оперення спини світло-оливково-сіре; вентральна область темно-жовта з оливково-коричневими відтінками на боках тіла і боках грудей і, дуже бліда, на череві.